# Phare de Baker Island
Le phare de Baker Island (en anglais : Baker Island Light) est un phare actif situé sur l'île Baker, dans le Comté de Hancock (État du Maine).
Il est inscrit au Registre national des lieux historiques depuis le 14 mars 1988 .

## Histoire
L'île fait partie du Parc national d'Acadia. Le premier phare a été créé en 1828 pour guider l'entrée sud de la baie Frenchman. Il fut le premier phare du Maine, à proximité de l'île des Monts Déserts, la plus grande île de l'état, qui servait de guide pour atteindre les ports de Bar Harbor et Northeast Harbor.
Le phare actuel, construit en 1855, comprend quatre bâtiments : la tour, la maison du gardien et les deux locaux à carburant. La tour et la maison du gardien ont été construites en 1855. Le local à pétrole est une petite structure en brique construite en 1895 et l'autre local est une petite structure à ossature de bois construite en 1905. La maison du gardien et la tour étaient à l'origine reliées par un chemin couvert. La tour se situe au sommet de l'île Baker, à environ 21 mètres au-dessus du niveau de la mer. La tour en briques avait deux fenêtres dans la cage d'escalier, mais celles-ci ont été murées. La tour en briques abrite une lanterne de fer octogonale sur laquelle sont montés une balustrade et une passerelle surmontée d'un dôme polygonal. Lors de sa construction, la station a reçu une lentille de Fresnel de quatrième ordre. Celle-ci a été remplacée par une optique de 300 mm fonctionnant à l'énergie solaire. L'ancienne lentille de Fresnel est exposée au Fishermen's Museum au phare de Pemaquid Point.
La maison du gardien est un petit bâtiment à ossature de bois en forme de L, avec un toit à deux versants et une fondation en brique. Celle-ci appartient désormais au personnel du parc national.

## Description
Le phare  est une tour cylindrique en brique, avec une galerie et une lanterne octogonale de 13 m de haut. La tour est peinte en blanc et la lanterne est noire. Il émet, à une hauteur focale de 32 m, un éclat blanc de 0.6 seconde par période de 10 secondes. Sa portée est de 10 milles nautiques (environ 19 km).
Identifiant : ARLHS : USA-028 ; USCG : 1-2045 - Amirauté : J0046 .
|          |
| Le phare |

|          |
| Le phare |

### Lien connexe
- Liste des phares du Maine